# Lars Johansson (forfatter)
 For alternative betydninger, se Lars Johansson. (Se også artikler, som begynder med Lars Johansson)
Lars Johansson (født 28. juli 1949) er en dansk forfatter og filmskaber. Johansson er uddannet fotograf fra Kulturhistorisk Museum i Randers. Han uddannede sig sidenhen til filmfotograf fra Den Danske Filmskole, som han gik på fra 1979 til 1982.
Johansson har fra 1985 til 2004 fortrinsvis arbejdet som filminstruktør og et par gange som manuskriptforfatter, ligesom han har instrueret en lang række kort- og dokumentarfilm. Blandt hans projekter kan nævnes Ungdomsbilleder (1980), Hævn (1982), Røgdykker (1985), Avra for Laura (1990) og Simona (1998). Han har også haft en enkelt birolle i spillefilmen Madness of Many (2013).
I 2006 debuterede Johansson som forfatter med romanen Signe. Bogen bygger på den sande historie om Signe Gondrup, der under besættelsen forelsker sig i en tysk officer og rejser efter ham gennem det krigshærgede Tyskland i februar 1945. Bogen blev fulgt op af Signes hjemkomst (2014) og Signe og hendes datter (2024). Han har også skrevet bøgerne Dancing Charlie (2008) og Ved ishavet (2018). I 2015 modtog han Spar Nord Fondens Karin Michaëlis Pris.